# Marin (Górna Sabaudia)
Marin – miejscowość i gmina we Francji, w regionie Owernia-Rodan-Alpy, w departamencie Górna Sabaudia.
Według danych na rok 1990 gminę zamieszkiwało 1321 osób, a gęstość zaludnienia wynosiła 0 osób/km² (wśród 2880 gmin regionu Rodan-Alpy Marin plasuje się na 634. miejscu pod względem liczby ludności, natomiast pod względem powierzchni na miejscu 1437.).